# Lifeる is LOVEる!!
「Lifeる is LOVEる!!」（ライフる・イズ・ラブる）は、リリアナシスターズのシングル。2012年10月31日にLantisから発売された。

## 概要
リリアナシスターズは、テレビアニメ『お兄ちゃんだけど愛さえあれば関係ないよねっ』の登場ヒロイン、姫小路秋子（木戸衣吹）、那須原アナスタシア（茅原実里）、猿渡銀兵衛春臣（下田麻美）、二階堂嵐（喜多村英梨）により結成されたユニットで、表題曲「Lifeる is LOVEる!!」も同アニメエンディングテーマに起用されている。ディスクジャケットにはSD化された姫小路秋子、那須原アナスタシア、猿渡銀兵衛春臣、二階堂嵐に猫を加えたイラストが描かれている。

## 批評
CDジャーナルは、「スピーディなメロディ、弾けるようなリリックが盛り込まれている元気が出る曲。」と評した。

## 収録曲
1. Lifeる is LOVEる!! [3:54]
歌：リリアナシスターズ［姫小路秋子（木戸衣吹）、那須原アナスタシア（茅原実里）、猿渡銀兵衛春臣（下田麻美）、二階堂嵐（喜多村英梨）］
作詞：畑亜貴、作曲・編曲：高田暁
テレビアニメ『お兄ちゃんだけど愛さえあれば関係ないよねっ』エンディングテーマ
木戸曰く「かわいい曲」で、レコーディング時はアフレコ感覚で臨んだという[5]。
2. LO♡ブ-ラ♡VE コンプレックス [4:27]
歌：姫小路秋子（木戸衣吹）
作詞：松井洋平、作曲・編曲：酒井陽一
Webラジオ『ラジオだけどみんなの愛さえあれば関係ないよねっ』テーマソング
3. Lifeる is LOVEる!! （Inst.）
4. LO♡ブ-ラ♡VE コンプレックス（Inst.）